# Tôm sắt
Tôm sắt, tên khoa học Alcockpenaeopsis hungfordii, còn gọi là tôm he, là một loài tôm thuộc họ Penaeidae. Chúng được Alcock công bố mô tả lần đầu tiên vào năm 1905.